# Rumersheim-le-Haut
Pour les articles homonymes, voir Rumersheim.
Rumersheim-le-Haut est une commune française située dans l'aire d'attraction de Mulhouse et faisant partie de la collectivité européenne d'Alsace (circonscription administrative du Haut-Rhin), en région Grand Est.
Cette commune se trouve dans la région historique et culturelle d'Alsace.
Ses habitants sont appelés les Rumersheimois et les Rumersheimoises.

## Géographie
| Roggenhouse | Blodelsheim        |                                         |
| Munchhouse  | Rumersheim-le-haut | Le Rhin Neuenburg am Rhein ( Allemagne) |
|             | Bantzenheim        | Chalampé                                |

### Hydrographie

#### Réseau hydrographique
La commune est dans le bassin versant du Rhin au sein du bassin Rhin-Meuse. Elle est drainée par le Grand canal d'Alsace, le Rhin, le canal d'evacuation des Mines de Potasse, le canal d'Irrigation de la Hardt, le ruisseau du Muhlbach de la Hardt et le canal d'Irrigation de Munchhouse,.
Le Grand canal d'Alsace, d'une longueur de 93 km, prend sa source dans la commune de Schœnau et se jette  dans le Rhin à Erstein, après avoir traversé 31 communes. 
Le Rhin, long de 1 233 km est le plus long fleuve se déversant dans la mer du Nord et de l'une des voies navigables les plus fréquentées du monde. Il traverse la Suisse, l'Autriche, l'Allemagne et les Pays-Bas et marque la frontière entre l'Allemagne et la France. 
Le canal d'évacuation des Mines de Potasse, d'une longueur de 28 km, est un canal, chenal non navigable qui relie la commune de Staffelfelden à Staffelfelden, où il se jette dans la Thur. 
Le canal d'irrigation de la Hardt, d'une longueur de 30 km, est un canal, chenal non navigable qui relie la commune de Hombourg à Algolsheim, où il se jette dans le canal du Rhône au Rhin. 
Le ruisseau du Muhlbach de la Hardt, d'une longueur de 38 km, prend sa source dans la commune de Ottmarsheim et se jette  dans le canal de Neuf-Brisach à Biesheim, après avoir traversé 15 communes. 
Le canal d'Irrigation de Munchhouse, d'une longueur de 11 km, est un canal, chenal non navigable qui relie la commune de Bantzenheim à Hirtzfelden, où il se jette dans le canal du Rhône au Rhin. 

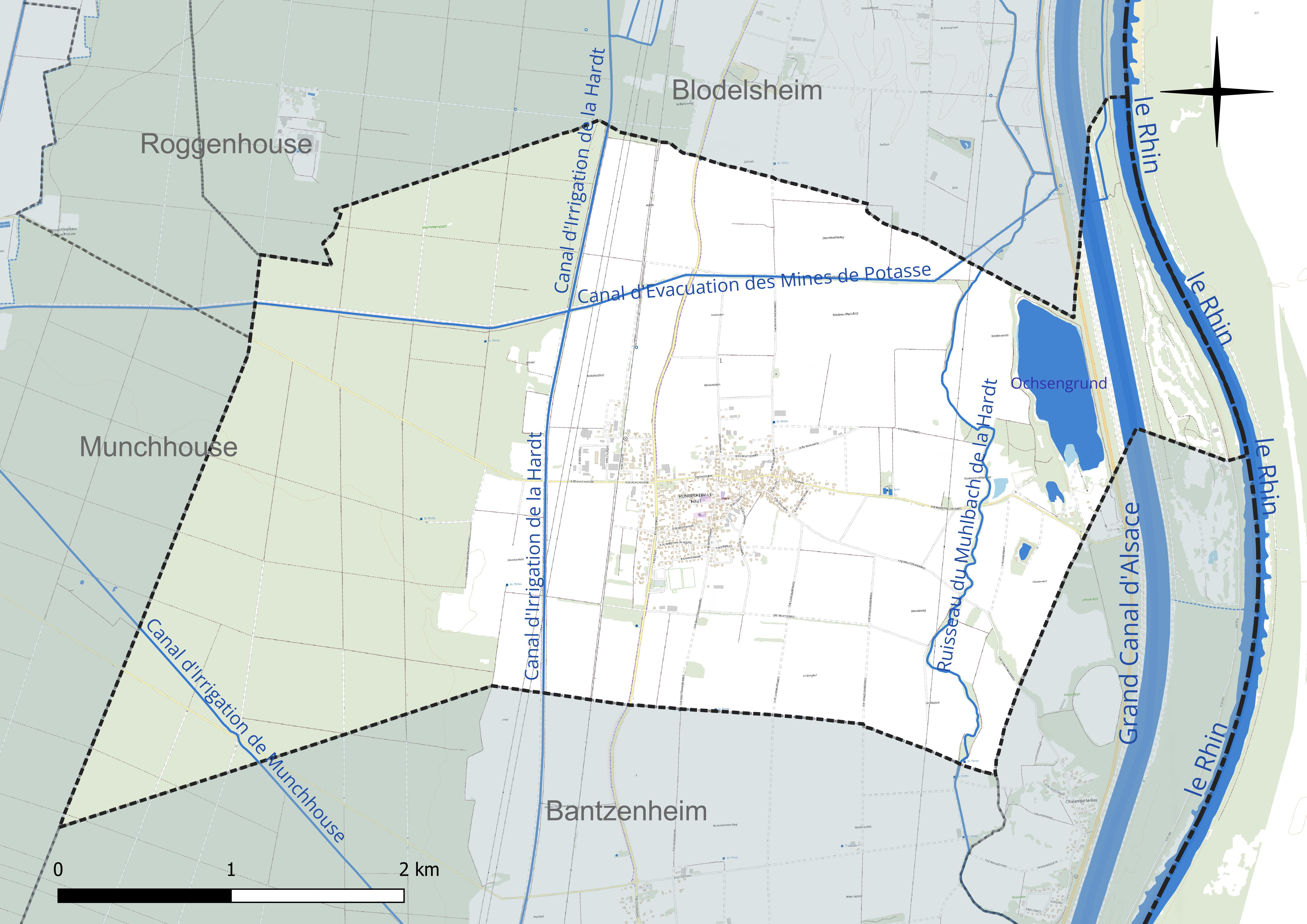
Réseau hydrographique de Rumersheim-le-Haut.

Un plan d'eau complète le réseau hydrographique : Ochsengrund (29,5 ha),.

#### Gestion et qualité des eaux
Le territoire communal est couvert par le schéma d'aménagement et de gestion des eaux (SAGE) « Ill Nappe Rhin ». Ce document de planification concerne la nappe phréatique rhénane, les cours d'eau de la plaine d'Alsace et du piémont oriental du Sundgau, les canaux situés entre l'Ill et le Rhin et les zones humides de la plaine d'Alsace. Le périmètre s’étend sur 3 596 km2. Il a été approuvé le 17 janvier 2005. La structure porteuse de l'élaboration et de la mise en œuvre est la région Grand Est. 
La qualité des cours d’eau peut être consultée sur un site dédié géré par les agences de l’eau et l’Agence française pour la biodiversité. 

### Climat
Pour des articles plus généraux, voir Climat du Grand Est et Climat du Haut-Rhin.
En 2010, le climat de la commune est de type climat océanique altéré, selon une étude du Centre national de la recherche scientifique s'appuyant sur une série de données couvrant la période 1971-2000. En 2020, Météo-France publie une typologie des climats de la France métropolitaine dans laquelle la commune est exposée à un climat semi-continental et est dans la région climatique  Alsace, caractérisée par une pluviométrie faible, particulièrement en automne et en hiver, un été chaud et bien ensoleillé, une humidité de l’air basse au printemps et en été, des vents faibles et des brouillards fréquents en automne (25 à 30 jours). 
Pour la période 1971-2000, la température annuelle moyenne est de 10,6 °C, avec une amplitude thermique annuelle de 18,1 °C. Le cumul annuel moyen de précipitations est de 643 mm, avec 7,8 jours de précipitations en janvier et 9,7 jours en juillet. Pour la période 1991-2020, la température moyenne annuelle observée sur la station météorologique de Météo-France la plus proche, « Colmar-Meyenheim », sur la commune de Meyenheim à 14 km à vol d'oiseau, est de 11,3 °C et le cumul annuel moyen de précipitations est de 595,0 mm. 
La température maximale relevée sur cette station est de 40,9 °C, atteinte le 13 août 2003 ; la température minimale est de −24,8 °C, atteinte le 27 février 1986,,. 
Les paramètres climatiques de la commune ont été estimés pour le milieu du siècle (2041-2070) selon différents scénarios d'émission de gaz à effet de serre à partir des nouvelles projections climatiques de référence DRIAS-2020. Ils sont consultables sur un site dédié publié par Météo-France en novembre 2022.

## Urbanisme

### Typologie
Au 1er janvier 2024, Rumersheim-le-Haut est catégorisée bourg rural, selon la nouvelle grille communale de densité à sept niveaux définie par l'Insee en 2022.
Elle est située hors unité urbaine. Par ailleurs la commune fait partie de l'aire d'attraction de Mulhouse, dont elle est une commune de la couronne,. Cette aire, qui regroupe 132 communes, est catégorisée dans les aires de 200 000 à moins de 700 000 habitants,.

### Occupation des sols
L'occupation des sols de la commune, telle qu'elle ressort de la base de données européenne d’occupation biophysique des sols Corine Land Cover (CLC), est marquée par l'importance des territoires agricoles (49,7 % en 2018), en diminution par rapport à 1990 (51 %). La répartition détaillée en 2018 est la suivante : 
terres arables (49,7 %), forêts (37,1 %), eaux continentales (5 %), zones urbanisées (4,7 %), espaces verts artificialisés, non agricoles (2,3 %), mines, décharges et chantiers (1,1 %). L'évolution de l’occupation des sols de la commune et de ses infrastructures peut être observée sur les différentes représentations cartographiques du territoire : la carte de Cassini (XVIIIe siècle), la carte d'état-major (1820-1866) et les cartes ou photos aériennes de l'IGN pour la période actuelle (1950 à aujourd'hui).

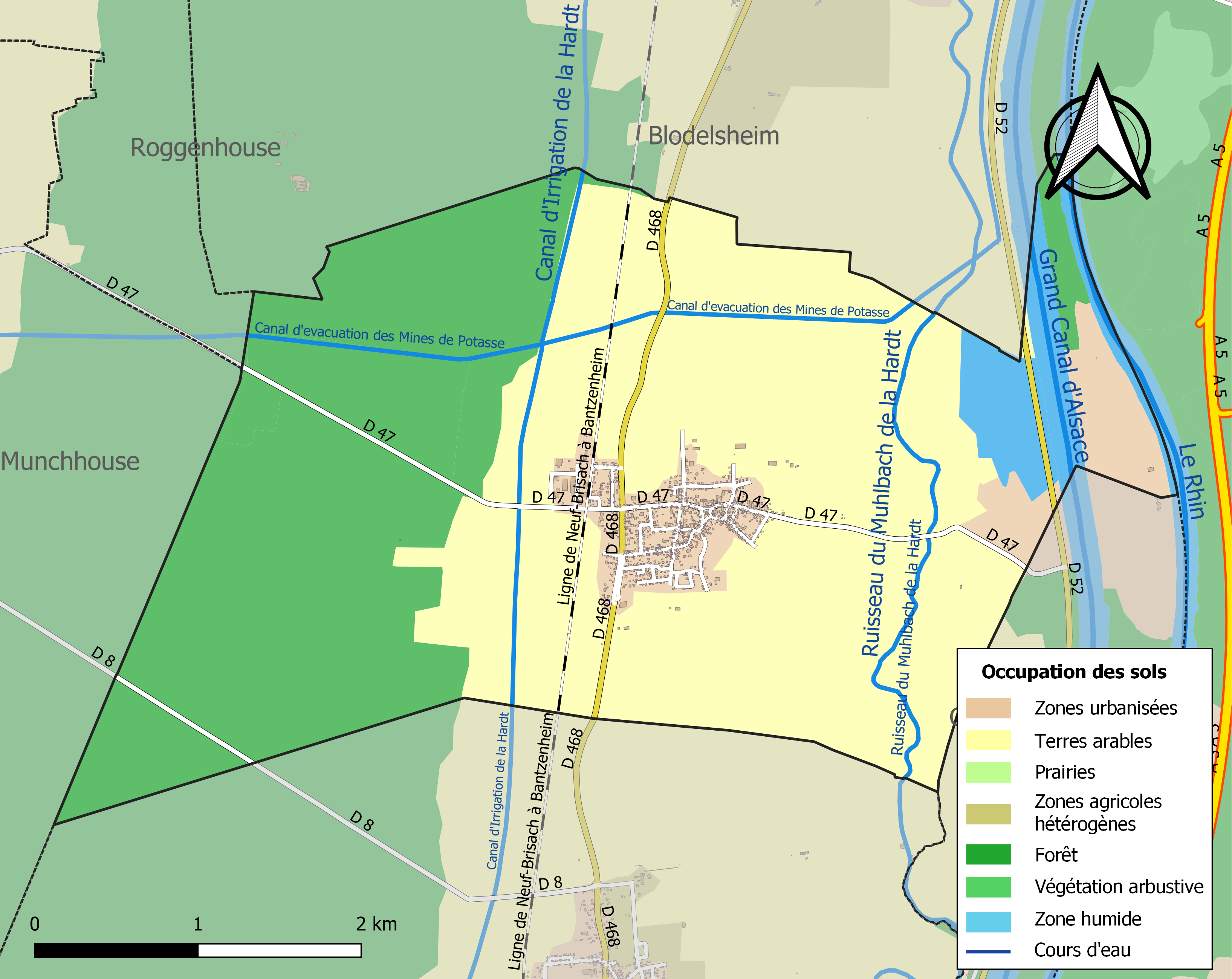
Carte des infrastructures et de l'occupation des sols de la commune en 2018 (CLC).

## Histoire
Le village a été le siège d'un site romain aujourd'hui détruit. Rumersheim devint propriété des Habsbourg en 1259 et fit partie de la seigneurie de Landser. La paroisse de Rumersheim est antérieure à 1300. La localité apparaît sous les dénominations successives de Rumersheim aux XIIIe et XIVe siècles, de Romersen au XVe siècle et de Rummerszheim au XVIIe siècle. Rumersheim appartient au bailliage inférieur de Landser. En 1361, une partie des redevances perçues dans le village échoit, en tant que fief castral aux nobles Zur Laube.
Rumersheim ne fut pas épargné par les guerres : au XVe siècle, le village est pillé puis incendié par les troupes suisses, et le 26 août 1709, sur son ban, a eu lieu une grande bataille où 20 000 hommes se sont affrontés. Il s'agissait des soldats du maréchal de Bourg (France) et du Comte de Mercy (Autriche). À cette occasion, les habitants du village ont été réquisitionnés pour évacuer les blessés et dégager les morts qui ont été jetés dans le Rhin. Il y eut 131 et 1200 tués respectivement du côté français et autrichien.
Enfin, le site de Rumersheim accueillera plusieurs constructions militaires : au XVIIIe siècle, une Redoute sera construite à l'est du village, au bord du Rhin. L'église sera construite au XVIIIe siècle en 1782, en partie aux frais du curé Munch. En 1879, un grand incendie ravage plusieurs fermes. Pendant la première guerre mondiale, les unités allemandes stationnées dans le village construisent une ligne de chemin de fer desservant un important dépôt de munitions et de ravitaillement pour le secteur du Viel-Armand. Enfin le village devient un avant-poste français après la construction de la ligne Maginot. Les troupes allemandes avaient installé un char dans une grange situées rue d'Ensisheim, en direction de Blodelsheim. Le village sera libéré le 9 février 1945. Depuis 1978, le village ne dispose plus de débit de boisson.

### Héraldique
| Blason de Rumersheim-le-Haut | Les armes de Rumersheim-le-Haut se blasonnent ainsi : « D'azur au saint Nicolas vêtu pontificalement, la mitre en tête, tenant un livre de sa main dextre et une crosse de sa senestre, le tout d'or, adextré de deux croisettes de même, l'une sur l'autre. » |

## Politique et administration
| Période                                  | Période                   | Identité                                         | Étiquette | Qualité |
| ---------------------------------------- | ------------------------- | ------------------------------------------------ | --------- | ------- |
| mars 2001                                | mars 2014                 | André Onimus                                     |           |         |
| mars 2014                                | En cours (au 26 mai 2020) | Thierry Schelcher Réélu pour le mandat 2020-2026 |           |         |
| Les données manquantes sont à compléter. |                           |                                                  |           |         |

## Démographie
L'évolution du nombre d'habitants est connue à travers les recensements de la population effectués dans la commune depuis 1800. Pour les communes de moins de 10 000 habitants, une enquête de recensement portant sur toute la population est réalisée tous les cinq ans, les populations de référence des années intermédiaires étant quant à elles estimées par interpolation ou extrapolation. Pour la commune, le premier recensement exhaustif entrant dans le cadre du nouveau dispositif a été réalisé en 2004.

En 2022, la commune comptait 1 052 habitants, en évolution de −3,4 % par rapport à 2016 (Haut-Rhin : +0,66 %, France hors Mayotte : +2,11 %).
| 1800 | 1806 | 1821 | 1831 | 1836 | 1841 | 1846 | 1851 | 1856 |
| ---- | ---- | ---- | ---- | ---- | ---- | ---- | ---- | ---- |
| 468  | 505  | 623  | 761  | 756  | 792  | 857  | 878  | 774  |

| 1861 | 1866 | 1871 | 1875 | 1880 | 1885 | 1890 | 1895 | 1900 |
| ---- | ---- | ---- | ---- | ---- | ---- | ---- | ---- | ---- |
| 710  | 759  | 734  | 714  | 714  | 681  | 701  | 707  | 692  |

| 1905 | 1910 | 1921 | 1926 | 1931 | 1936 | 1946 | 1954 | 1962 |
| ---- | ---- | ---- | ---- | ---- | ---- | ---- | ---- | ---- |
| 711  | 707  | 633  | 654  | 674  | 636  | 623  | 692  | 723  |

| 1968 | 1975 | 1982 | 1990 | 1999 | 2004  | 2006  | 2009  | 2014  |
| ---- | ---- | ---- | ---- | ---- | ----- | ----- | ----- | ----- |
| 690  | 790  | 773  | 838  | 947  | 1 031 | 1 040 | 1 115 | 1 103 |

| 2019  | 2022  | - | - | - | - | - | - | - |
| ----- | ----- | - | - | - | - | - | - | - |
| 1 059 | 1 052 | - | - | - | - | - | - | - |

## Lieux et monuments

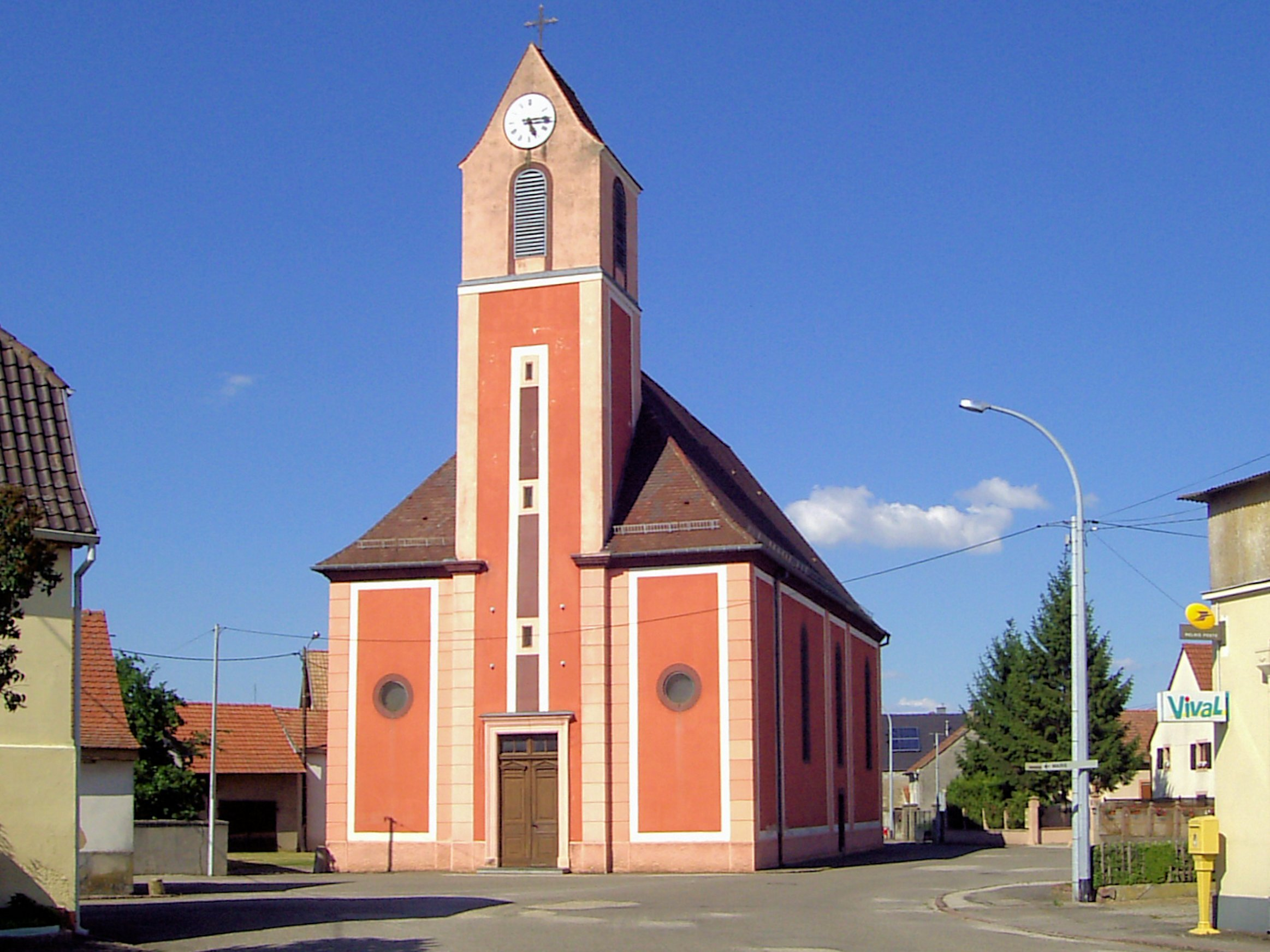
L'église Saint-Gilles.
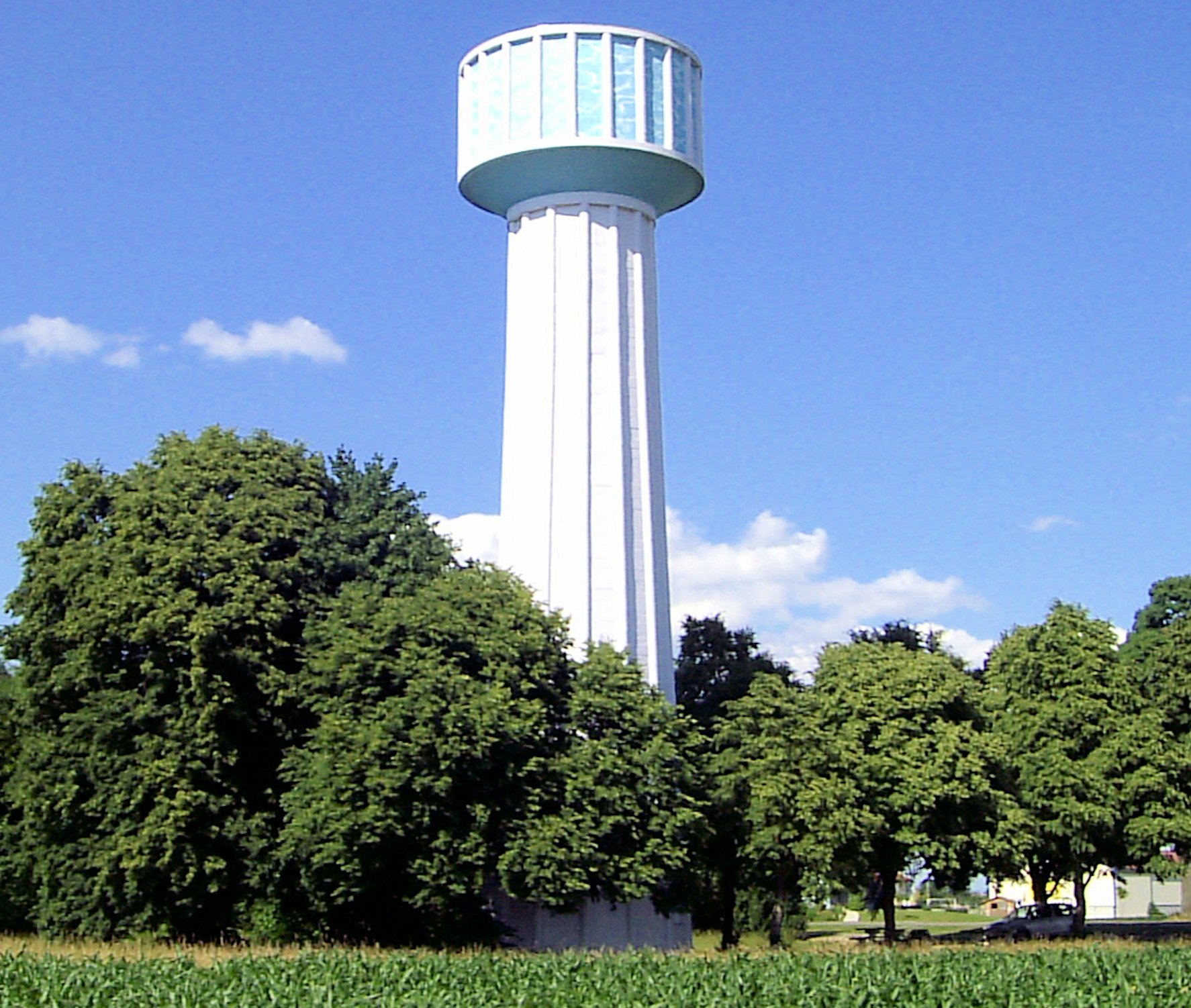
Château d'eau.